# Württembergische Kirchengeschichte Online
Württembergische Kirchengeschichte Online (WKGO) ist ein Projekt der Evangelischen Landeskirche in Württemberg und des Vereins für württembergische Kirchengeschichte.

## Vorgeschichte
Das Ziel ist eine webbasierte Darstellung der württembergischen Kirchengeschichte, die einerseits wissenschaftlichen Kriterien genügt, andererseits aber auf eine breitere Öffentlichkeit zielt. Die Konzeption wurde 2010 bis 2014 durch das Landeskirchliche Archiv Stuttgart und die Landeskirchliche Zentralbibliothek erarbeitet. Die Realisierung der digitalen Präsenz auf www.wkgo.de erfolgte durch die in Stuttgart ansässige Firma B-FACTOR nach den Vorgaben des Projektteams. Die Freischaltung der Seite erfolgte 2015.

## Inhalte und Funktionalität
Die inhaltlich zentralen Elemente des Portals sind ein Epochenteil, ein Thementeil, ein regionaler Teil, ein Institutionenteil, ein Personen-Teil sowie ein Bereich Quellen und Literatur. Der Bereich Personen gliedert sich in eine Personendatenbank (etwa 36.000 Einträge), in Einzelbiografien und in die Reformationsgeschichte in Porträts. Die Personendatenbank speist sich aus folgenden Quellen:
- Pfarrerbuch des Herzogtums Württemberg (1534–1806),
- Personendatenbank des Landeskirchlichen Archivs,
- Online-Findmittel zu den Personalakten im Landeskirchlichen Archiv,
- Verzeichnis aller Stipendiaten des Theologischen Stifts Tübingen (1534–1931),
- Pfarrerbuch des Königreichs Württemberg (1808–1919).

Die Rubrik Quellen und Literatur beinhaltet unter anderem im Untermenü Archivische Findmittel eine Übersicht über die Bestände des Landeskirchlichen Archivs und eine Reihe von detaillierteren archivischen Findmitteln.
Teil des Projekts ist auch ein Blog, in welchem Autoren des Landeskirchlichen Archivs Stuttgart in kurzen Beiträgen über ihre Arbeit, über Veranstaltungen und über Fundstücke zur württembergischen Kirchengeschichte berichten.